# Grevillea banksii
A Grevillea banksii é uma espécie de planta com flor da família Proteaceae e é endêmica de Queensland. É um arbusto ereto ou uma árvore delgada com folhas divididas com quatro a doze lóbulos estreitos e flores que variam de brancas-creme a escarlates e amarelas brilhantes.

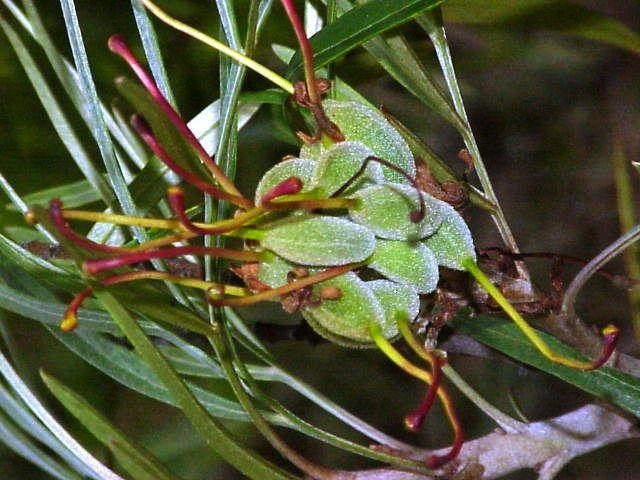
Vagens das sementes.

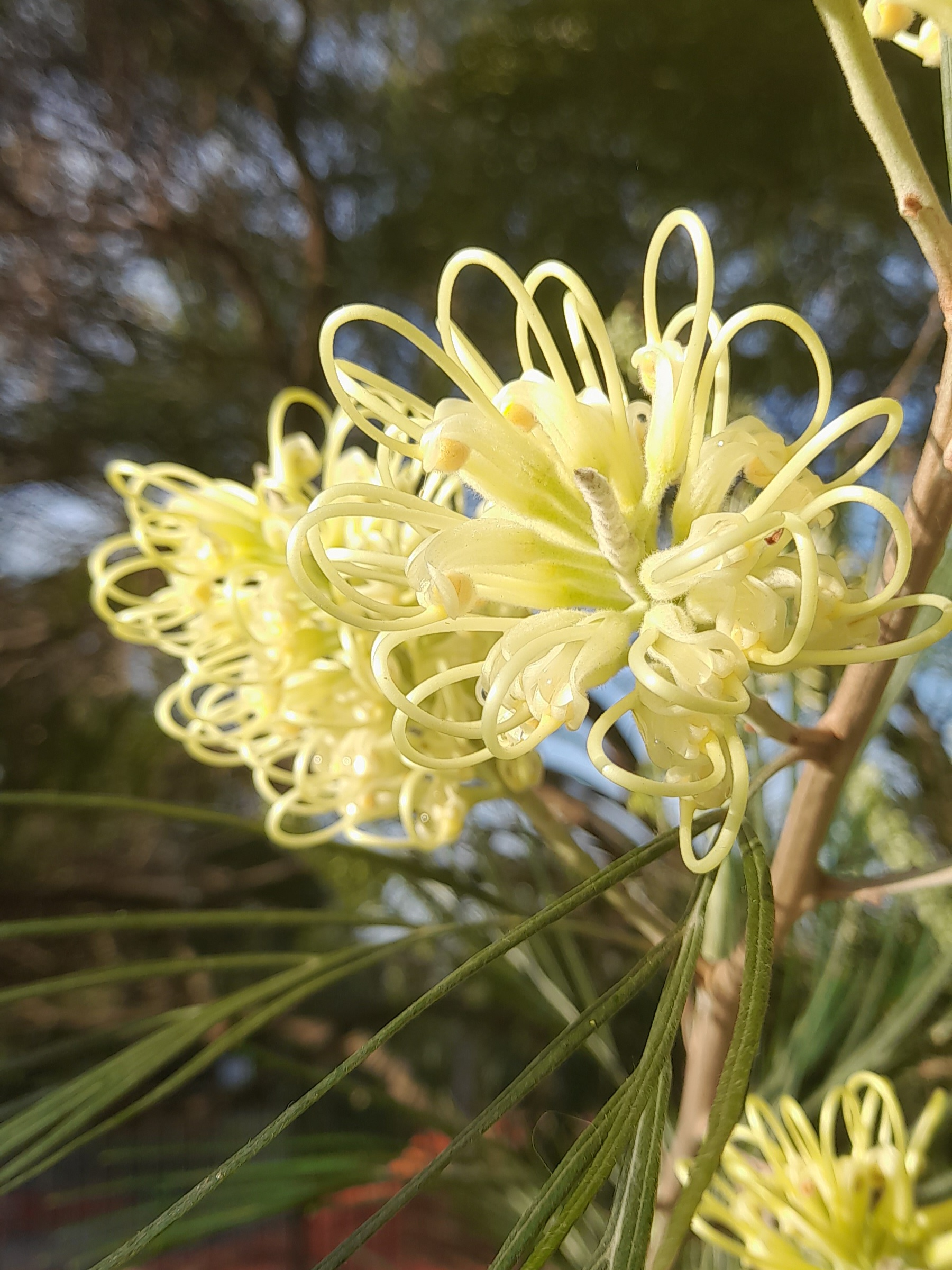
Forma com flores amarelas.

## Descrição
A Grevillea banksii é um arbusto ereto, espesso a espinhoso ou uma árvore delgada que normalmente atinge uma altura de 2 a 10 m. Possui folhas divididas em sua maioria com quatro a doze lóbulos estreitamente elípticos a lineares, com 50 a 180 mm de comprimento e 5 a 15 mm de largura, com as bordas voltadas para baixo ou enroladas. As flores estão dispostas em grupos mais ou menos cilíndricos perto das extremidades dos ramos, cada flor em um pedicelo de 3 a 10 mm de comprimento ao longo de um ráquis de 50 a 120 mm de comprimento, e são branco-creme ou escarlate brilhante a carmesim. O pistilo tem de 32 a 50 mm de comprimento e geralmente é glabro. A floração ocorre de agosto a outubro e o fruto é um folículo glabro com 15-25 mm de comprimento.

## Taxonomia
A Grevillea banksii foi descrita formalmente pela primeira vez em 1810 pelo botânico Robert Brown na revista Transactions of the Linnean Society of London. O epíteto específico (banksii) homenageia Sir Joseph Banks.

## Distribuição e habitat
A Grevillea banksii é encontrada principalmente na costa de Queensland, de Ipswich [en] a Yeppoon [en], mas às vezes mais para o interior. Ela cresce principalmente em bosques e florestas, normalmente em locais mais planos.
A espécie também foi introduzida no Havaí e é uma importante erva daninha lenhosa no leste de Madagascar, onde foi introduzida, juntamente com a Acacia dealbata, para controle de erosão.

## Status de conservação
A Grevillea banksii foi listada como espécie pouco preocupante na Lista Vermelha de Espécies Ameaçadas da IUCN. Isso se deve à ampla distribuição da espécie, à população estável e à falta de ameaças atuais significativas à população como um todo que mereçam uma categoria de ameaça. É abundante em sua área de distribuição, mas, em alguns locais, a população pode estar diminuindo. As ameaças a essa espécie incluem o desmatamento do habitat para fins de desenvolvimento e agricultura e a invasão de ervas daninhas, principalmente de gramíneas de pastagens naturalizadas.

## Uso na horticultura
A Grevillea banksii é uma das árvores do gênero Grevillea mais amplamente cultivadas e é um dos pais de híbridos, incluindo G. 'Robyn Gordon' e G. 'Superb', G. 'Misty Pink', G. 'Pink Surprise' e G. 'Ned Kelly'.

## Toxicidade e reações alérgicas
As flores e as vagens das sementes contêm cianeto de hidrogênio tóxico. Os alquilresorcinóis da G. banksii e da Grevillea 'Robyn Gordon' são responsáveis pela dermatite de contato.